# Talsperre Aguieira
Die Talsperre Aguieira (portugiesisch Barragem da Aguieira) liegt in der Region Mitte Portugals. Sie staut den Mondego, der an dieser Stelle die Grenze zwischen den Distrikten Coimbra und Viseu bildet, und dessen ehemaligen Nebenfluss, den Rio Dão zu einem Stausee (port. Albufeira da Barragem da Aguieira) auf. Die nächstgelegene Kleinstadt ist Penacova im Südwesten der Talsperre. Ungefähr 10 km flussabwärts der Talsperre Aguieira befindet sich die Talsperre Raiva. Ein paar Kilometer flussabwärts der Talsperre Raiva mündet der Fluss Alva in den Mondego.
Mit dem Projekt zur Errichtung der Talsperre wurde im Jahre 1972 begonnen. Der Bau wurde 1981 fertiggestellt. Die Talsperre dient neben der Stromerzeugung auch dem Hochwasserschutz, der Trinkwasserversorgung und der Bewässerung. Sie ist im Besitz der Companhia Portuguesa de Produção de Electricidade (CPPE).

## Absperrbauwerk
Das Absperrbauwerk ist eine Mehrfachbogenstaumauer aus Beton mit einer Höhe von 89 m über der Gründungssohle. Die Mauerkrone liegt auf einer Höhe von 125 m über dem Meeresspiegel. Die Länge der Mauerkrone beträgt 400 m. Das Volumen des Bauwerks beträgt 365.000 m³.
Die Staumauer verfügt sowohl über einen Grundablass als auch über eine Hochwasserentlastung. Über den Grundablass können maximal 180 m³/s abgeleitet werden, über die Hochwasserentlastung maximal 2080 m³/s. Das Bemessungshochwasser liegt bei 3500 m³/s; die Wahrscheinlichkeit für das Auftreten dieses Ereignisses wurde mit einmal in 1000 Jahren bestimmt.

## Stausee
Beim normalen Stauziel von 117 m (maximal 126 m) erstreckt sich der Stausee über eine Fläche von rund 20 km² und fasst 423 (bzw. 450) Mio. m³ Wasser – davon können 304 (bzw. 216 oder 253) Mio. m³ genutzt werden. Das minimale Stauziel, bei dem die Maschinen noch betrieben werden können, liegt bei 100 m.

## Kraftwerk
Das Pumpspeicherkraftwerk Aguieira ist mit einer installierten Leistung von 270 (bzw. 336) MW eines der größten Wasserkraftwerke Portugals. Die durchschnittliche Jahreserzeugung liegt bei 209,6 (bzw. 193 oder 256) Mio. kWh.
Die drei Francis-Turbinen des Kraftwerks leisten jede maximal 112,4 MW und die Generatoren 100 MVA. Die Nenndrehzahl der Turbinen liegt bei 125/min. Die Pumpen haben jede eine maximale Leistung von 91 MW. Die Nennspannung der Generatoren beträgt 12 kV. In der Schaltanlage wird die Generatorspannung von 12 kV mittels Leistungstransformatoren auf 230 kV hochgespannt.
Die minimale Fallhöhe beträgt 53,4 m, die maximale 71,6 m. Der maximale Durchfluss liegt bei 180 m³/s.
Die Turbinen wurden von Vevey/Nohab/Mague geliefert, während die Generatoren von Alstom/Sorefame stammen. Die drei Maschinen befinden sich in einem Maschinenhaus am Fuße der Staumauer. Bei den Francis-Turbinen handelt es sich um Pumpturbinen, die je nach Drehrichtung als Pumpe oder Turbine arbeiten. Als Pumpspeicherkraftwerk dient Aguieira zur Abdeckung der Spitzenlast, wobei der Stausee der Talsperre Raiva als Unterbecken verwendet wird.
Das Kraftwerk ist im Besitz der CPPE, wird aber von Energias de Portugal (EDP) und Iberdrola betrieben.